# Parafia św. Augustyna w Kostowie
Parafia św. Augustyna – rzymskokatolicka parafia znajdująca się we wsi Kostów (Byczyna (gmina)), należąca do dekanatu Trzcinica diecezji kaliskiej.

## Historia parafii
Parafię zamieszkuje 953 wiernych. Neobarokowy kościół parafialny został wybudowany w latach 1909–1911. W 2007 roku Starostwo Powiatowe w Kluczborku przeznaczyło parafii kwotę 6 tys. zł na wymianę pokrycia dachowego w kościele parafialnym.

## Proboszczowie
- ks. Paweł Rogoziński (do 2010)
- ks. Rafał Grześkowiak (2010–2015)[2]
- ks. Dariusz Brylak (2015–2023)
- ks. Marcin Kierzek (od 2023)[3]